# Journée de la Terre
Pour le jour de célébration écologiste homonyme, voir Jour de la Terre.

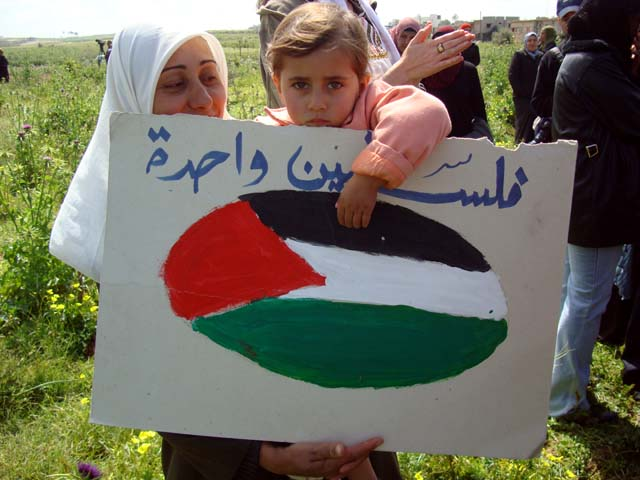
Un enfant palestinien tenant une pancarte dédiée à la Journée de la Terre

La Journée de la Terre ( يوم الأرض, Yom al-Ard; יום האדמה, Yom Ha'adama) , le 30 mars, est un jour de commémoration pour le peuple palestinien marquant le souvenir de la répression sanglante d'une grève ce jour en 1976, organisée par le peuple palestinien contre la confiscation de leurs terres par Israël. Le bilan est de six morts.

## Présentation

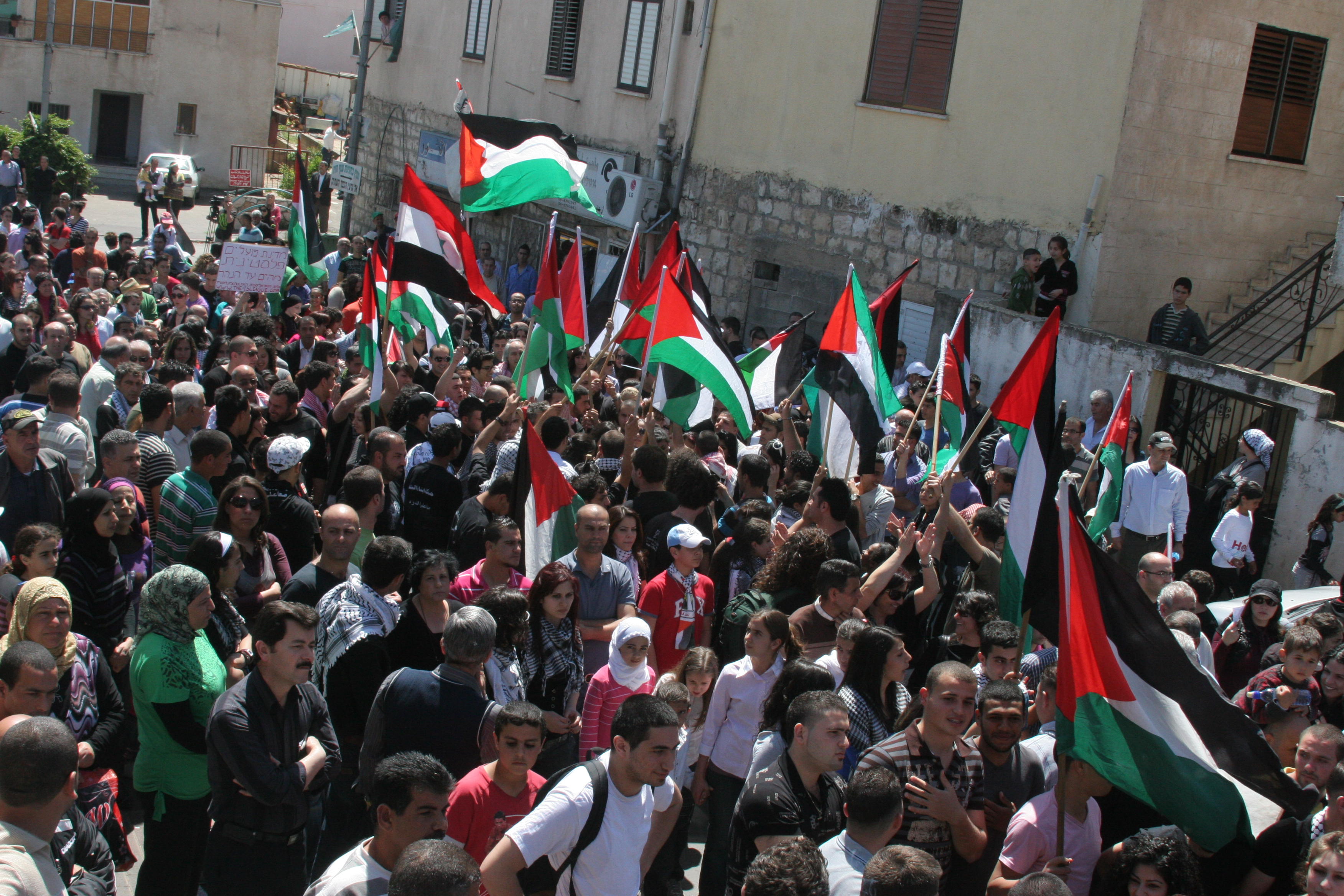
Manifestation de commémoration le 30 mars 2010 à Sakhnin.

Le 19 février 1976, les autorités israéliennes  annoncent leur décision de confisquer 25 000 dunums de terre (2500 hectares) en Galilée. À la suite de cette décision, les Palestiniens de nationalité israélienne répliquent par la grève générale, suivant le mot d’ordre lancé par le comité pour la défense des terres arabes (front constitué en septembre 1975 sous l’égide du Rakah (parti communiste israélien), réunissant des villageois, maires et conseillers municipaux des villages arabes, en Galilée et dans la région du Triangle, la seconde région de peuplement arabe en importance à l’intérieur d’Israël) avec les chefs traditionnels de la communauté druze et chefs tribaux des bédouins du Néguev.
La grève a lieu le 30 mars. La présence de l'armée israélienne en mission de sécurité, transforme la grève en manifestation, puis en révolte. Au même moment, les Palestiniens de Cisjordanie et Gaza se mettent en grève. Bilan de la journée : 6 morts, une centaine de blessés et des centaines d'arrestations.

## Monument à Sakhnin
Dans la ville de Sakhnin, aujourd'hui en Israël mais peuplée majoritairement d'arabes, un monument a été érigé en souvenir des 6 manifestants morts dans la ville le 30 mars 1976.
Ce monument aux victimes est un travail israélo-palestinien de 1978 réalisé par les artistes Abed Abedi et Gershon Knispel. Knispel écrit à ce propos : « Avec mon ami et collègue Abed Abdi j’ai érigé ce monument pour chasser ‘ le mauvais esprit ‘ et laisser des  traces de malfaisance, vol, meurtre et dépossession pour les générations futures  qui trouvent difficile à croire que cela s’est réellement passé ainsi. ( ...) Trente trois ans ont passé et nous restons isolés mais nous restons fidèles à nous-mêmes et il n’y a pas de substitut à ça ! ».
Ce monument est un jalon important pour l'histoire de la prise de conscience collective des Palestiniens d'Israël, puisque c’est la première fois qu’on  rappelle le sacrifice des Palestiniens dans la sphère publique de l’État d’Israël. Aucun symbole national palestinien et aucune référence au passé palestinien n'est perceptible au travers de ce monument, perçu comme la commémoration d'une douleur générale. Cette particularité rend le monument acceptable dans le contexte de l'état d'Israël.

Un clin d'oeil au Guernica de Picasso peut également être souligné.

Monument commémoratif
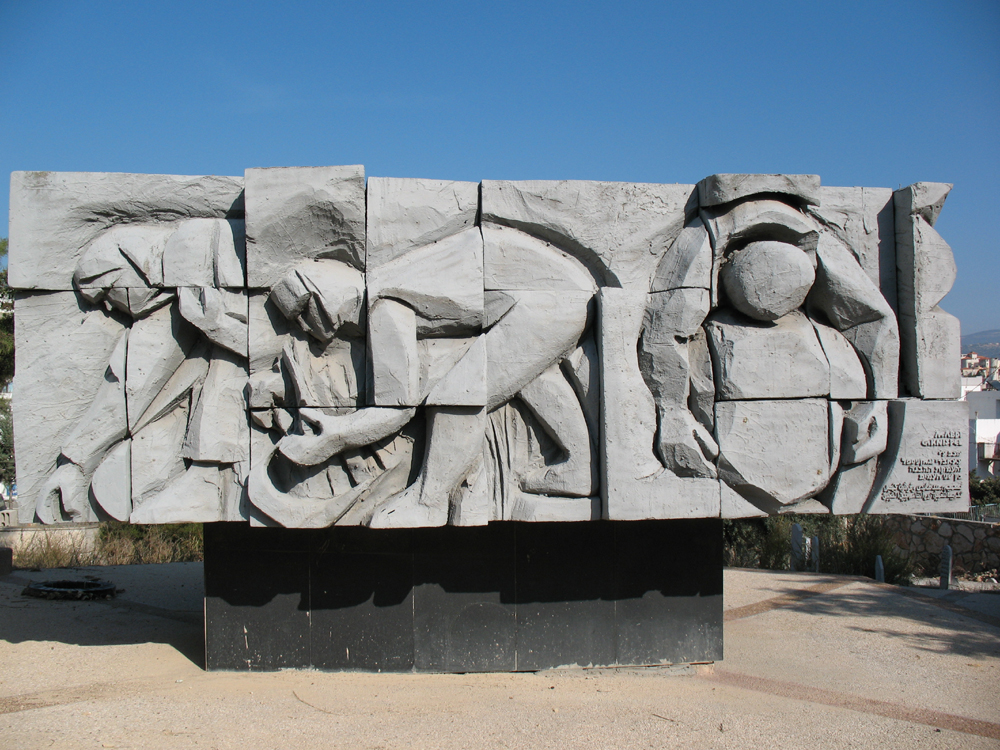
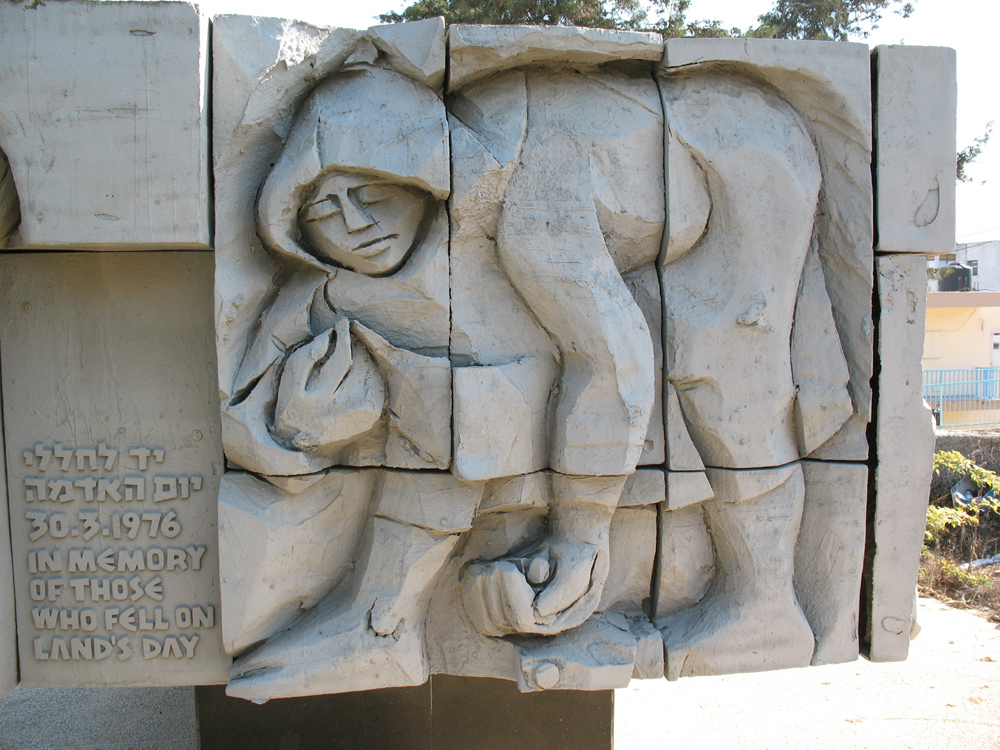